# Wasatch Range
De Wasatch Range is een 260 kilometer lange bergketen in de westelijke Verenigde Staten. De bergketen maakt deel uit van de Amerikaanse Rocky Mountains. De bergketen start in het noorden bij de grens van Utah met Idaho en loopt naar het zuiden tot in centraal Utah. De bergketen vormt de westelijke rand van de bergachtige zone van de Amerikaanse Rocky Mountains. Ten westen van de Wasatch Range ligt de streek van het Grote Bekken. Het overgrote deel van de Wasatch Range ligt in Utah; enkel het uiterste noordelijke deel van de Wasatch Range, de Bear River Mountains, liggen in Idaho.
In de taal van het Ute-volk, de oorspronkelijke bewoners van de regio, betekent Wasatch "bergpas" of "lage bergpas over hoge bergen". Een andere verklaring is die van linguïst William Bright: de naam zou refereren naar een leider van de Shoshoni, genoemd naar wasattsi, Shoshoni voor "blauwe reiger".

## Overzicht
Vanaf de eerste blanke kolonisatie in Utah vestigden het overgrote deel van Utah's bevolking zich aan de westelijke zijde van de Wasatch Range, waar veel rivieren uit de bergen stromen. Voor de vroege kolonisten waren deze rivieren een vitale bron van water, constructiehout en graniet. Vandaag leeft 85% van de bevolking van Utah binnen een straal van 24 kilometer van de Wasatch Range, voornamelijk in de gebieden net ten westen van de bergketen. Deze concentratie van menselijke bewoning aan de westzijde van de bergen is gekend als het Wasatch Front en telt meer dan twee miljoen bewoners. De grootste stad, Salt Lake City, ligt tussen de Wasatch Range en het Grote Zoutmeer.
Het hoogste punt van de bergketen is Mount Nebo (3636 m), een berg die uittorent boven de stad Nephi, aan het zuidelijke einde van de bergketen. Op bepaalde plaatsen rijzen de bergen steil op vanuit de vallei op 1320 meter tot toppen van meer dan 3400 meter. Andere belangrijke bergtoppen zijn Mount Timpanogos, een massieve berg in het noorden van Utah County die prominent te zien is in Pleasant Grove en Orem. Andere bekende bergtoppen zijn Lone Peak, Twin Peaks en Mount Olympus (zichtbaar in de Salt Lake Valley); Francis Peak (zichtbaar in Morgan en Davis County) en Ben Lomond en Mount Ogden (beiden nabij Ogden).
De hoogste toppen van de Wasatch Range zijn opmerkelijk minder hoog dan de toppen van de Colorado Rocky Mountains en de Uinta Mountains in het oosten. De Wasatch Range is vormgegeven door gletsjerwerking, waardoor een ruig en weids hoogland ontstond. 's Winters valt er veel sneeuw: meer dan 1300 centimeter per jaar in bepaalde plaatsen. Deze grote sneeuwval en de daarbijhorende smeltwaterstromen schiepen de mogelijkheden voor de 150-kilometer lange stedelijke band van het Wasatch Front met een 25-tal steden aan de westelijke voet van het gebergte. De Wasatch Range telt ook een hoge concentratie aan skigebieden. Er liggen zo'n 11 skigebieden in het gebergte, vanaf Sundance in het noordoosten van Utah County tot Powder Mountain en Wolf Mountain ten noordoosten van Ogden. Er is ook nog één skigebied in het uiterste noorden, in de Bear River Mountains: Beaver Mountain. Park City telt zelfs twee skistations. Dankzij de lage relatieve vochtigheid in de winter (ondanks de grote neerslag), is de sneeuw in de Wasatch Range uitzonderlijk droog met een poederachtige textuur. Dankzij de sneeuw en de bijhorende skistations kon Salt Lake City in 2002 de Olympische Winterspelen organiseren.
In verschillende kloven rond Lone Peak, voornamelijk in Little Cottonwood Canyon, zijn er granieten ontsluitingen die zich uitstekend lenen voor het rotsklimmen. Een voorbeeld hiervan is Pfeifferhorn.
De groene valleien van de Wasatch Range, zoals Big Cottonwood Canyon en Little Cottonwood Canyon, worden drukbezocht. Deze kloven liggen op 39 kilometer van het centrum van Salt Lake City en de verharde wegen worden het hele jaar door sneeuwvrij gehouden tot op 1500 meter, wat de populariteit verklaart. Vanuit Park City, Heber City en Big Cottonwood Canyon zijn er verschillende onverharde wegen die met gewone auto's bereden kunnen worden tot op 3000 meter hoogte, vanwaar men gemakkelijk zeer weidse bergzichten krijgt.